# Viviane Alary
Viviane Alary es una hispanista francesa, nacida en 1960 en Rodez, cuya especialidad es la Historieta española.

## Biografía
Profesora en la Universidad Blaise Pascal de Clermont-Ferrand, se doctoró en 1994 con El resurgir de lo feminal en la Historieta española.
Ha publicado luego otras obras, habitualmente centradas en el cómic español. 